# Código Yōrō
El Código Yōrō (養老律令 Yōrō-ritsuryō?) fue una compilación de varios códigos y normas (ritsuryō), hecha a inicios del período Nara en Japón. Gran parte del código fue compilado en el año 718, en el segundo año de la era Yōrō por Fujiwara no Fuhito, entre otros; pero no fue promulgado hasta 757 bajo la dirección de Fujiwara no Nakamaro, por orden de la Emperatriz Kōken. El código se compone de dos partes (ritsu y ryō) y dividido en 10 volúmenes por cada parte.
Gran parte del código penal (律 ritsu?) está perdido, aunque se ha logrado reconstruirlo. El contenido del código civil (令 ryō?) se encuentra casi intacto, y ha sido copiado en textos posteriores.

## Generalidades
El código fue una revisión del anterior código Taihō de 701, con muy pocas diferencias. Fuhito compiló las normas pero el proyecto se detuvo con su muerte en 720. Luego, Nakamaro en 757 puso las leyes en efecto, pero fue impopular en la nobleza, ya que «ralentizaba la promoción de los funcionarios».
Tanto el código Taihō como el código Yōrō fueron inspirados en los códigos penales y civiles chinos de la dinastía Tang, en especial del código de la era Yonghui, promulgado en 651.
A diferencia del código Taihō, que no existe ejemplar alguno en la actualidad, una gran parte del código Yōrō (en especial, la parte civil) fue preservado en una obra exegética, el Ryō no Gige (令義解?), elaborado en el año 833. Para algunos eruditos occidentales como Ooms, declaran que el código está preservado en un estado fragmentario, mientras que otros como Robert J. Smith creen que el grado de preservación es casi completo en la parte civil. El Ryō no Gige contiene el texto completo de la parte ryō del código excepto dos capítulos, según el Kadokawa Nihon-shi Jiten (角川日本史辞典?   «Diccionario de la historia de Japón de Kadokawa») publicado en 1966. Las normas faltantes serían las relativas a los almacenes (倉庫令 Sōko-ryō?) y a los servicios médicos (医疾令 Ishitsu-ryō?), pero dichas lagunas han sido llenadas parcialmente a partir de colecciones de fragmentos de los códigos.
El ritsu, parte que se refiere al código penal, se encuentra casi perdido, pero una compilación de fragmentos de varios códigos fue hecha por Ishihara Masaaki, con el nombre de Ritsu Tsui (律逸?), a finales del siglo XVIII o comienzos del XIX. El texto resultante, incluido los fragmentos, fueron impresos en el volumen 22 de la nueva serie expandida de textos históricos Kokushi Taikei (国史大系?), publicados entre 1929 y 1964. Otras fuentes señalan que, además del código civil, casi todo el texto del ritsu hasta el artículo 955 ha sido restaurado.
Tomando de referencia el código penal de la dinastía Tang que sobrevive en la actualidad, se ha llevado a una reconstrucción completa del código Yōrō.
El código se mantuvo en efecto hasta inicios del siglo X, donde se convirtió en un código legal de letra muerta, pero no formalmente derogado y se mantuvo válido al menos «en papel» hasta la Restauración Meiji, iniciada en 1868.

## Códigos

### Ritsu
Los ritsu equivalen a lo que actualmente se conoce como «código penal». Se divide en 12 códigos:
| Volumen | Código                   | Descripción                                             |
| ------- | ------------------------ | ------------------------------------------------------- |
| Primero | Meirei-ritsu (名例律?)   | Opinión general sobre casos criminales (primera parte). |
| Segundo | Meirei-ritsu (名例律?)   | Opinión general sobre casos criminales (segunda parte). |
| Tercero | Egon-ritsu (衛禁律?)     | Relativo a casos criminales contra guardias.            |
| Tercero | Shikisei-ritsu (職制律?) | Relativo a trabajo.                                     |
| Cuarto  | Kokon-ritsu (戸婚律?)    | Relativo a adolescentes.                                |
| Quinto  | Kuko-ritsu (厩庫律?)     | Casos relacionados con establos, ranchos y almacenes.   |
| Quinto  | Senkō-ritsu (擅興律?)    |                                                         |
| Sexto   | Zokutō-ritsu (賊盗律?)   | Relativo a robos.                                       |
| Séptimo | Tōshō-ritsu (闘訟律?)    | Relativo a litigios.                                    |
| Octavo  | Sagi-ritsu (詐偽律?)     | Relativo a fraudes.                                     |
| Noveno  | Zō-ritsu (雑律?)         | Misceláneos.                                            |
| Décimo  | Homō-ritsu (捕亡律?)     | Relativo a prófugos y pecadores.                        |
| Décimo  | Dangoku-ritsu (断獄律?)  | Relativo a las cárceles.                                |

### Ryō
Los ryō equivalen a lo que actualmente se conoce como «código civil». Se divide en 30 códigos:
| Volumen | Código                         | Descripción                                                                                        |
| ------- | ------------------------------ | -------------------------------------------------------------------------------------------------- |
| Primero | Kan'i-ryō (官位令?)            | Relativo al sistema de rangos.                                                                     |
| Segundo | Shikiin-ryō (職員令?)          | Relativo a trabajadores de la Corte Imperial.                                                      |
| Segundo | Gokūshikiin-ryō (後宮職員令?)  | Relativo a trabajadores del palacio de la emperatriz y consortes (gokū).                           |
| Segundo | Tōgūshikiin-ryō (東宮職員令?)  | Relativo a trabajadores del palacio del príncipe heredero (tōgū).                                  |
| Segundo | Keryōshikiin-ryō (家令職員令?) | Relativo a trabajadores de príncipes, princesas, cortesanos de hasta el rango jusanmi y militares. |
| Tercero | Jingi-ryō (神祇令?)            | Relativo a la adoración de los kami.                                                               |
| Tercero | Sōni-ryō (僧尼令?)             | Relativo a los monjes y monjas.                                                                    |
| Cuarto  | To-ryō (戸令?)                 | Relativo a la familia.                                                                             |
| Cuarto  | Den-ryō (田令?)                | Relativo a los cultivos.                                                                           |
| Cuarto  | Buyaku-ryō (賦役令?)           | Relativo al servicio obligatorio.                                                                  |
| Cuarto  | Gaku-ryō (学令?)               | Relativo a las instituciones educativas.                                                           |
| Quinto  | Senjo-ryō (選叙令?)            | Relativo a la selección de burócratas.                                                             |
| Quinto  | Keishi-ryō (継嗣令?)           | Relativo a herencias.                                                                              |
| Quinto  | Kōka-ryō (考課令?)             | Relativo a evaluaciones.                                                                           |
| Quinto  | Roku-ryō (禄令?)               | Relativo a salarios y bienes adquiridos.                                                           |
| Sexto   | Kuei-ryō (宮衛令?)             | Relativo a la defensa del palacio imperial.                                                        |
| Sexto   | Gunbō-ryō (軍防令?)            | Relativo a la defensa militar.                                                                     |
| Séptimo | Gisei-ryō (儀制令?)            | Relativo a las ceremonias.                                                                         |
| Séptimo | Ebuku-ryō (衣服令?)            | Relativo al vestuario.                                                                             |
| Séptimo | Yōzen-ryō (営繕令?)            | Relativo a construcciones y obras públicas.                                                        |
| Octavo  | Kushiki-ryō (公式令?)          | Relativo a regulaciones formales y cumplimiento de documentos, leyes y ordenanzas oficiales.       |
| Noveno  | Sōko-ryō (倉庫令?)             | Relativo a almacenes gubernamentales y manejo de sus contenidos (depósito y transporte).           |
| Noveno  | Kumoku-ryō (厩牧令?)           | Relativo a los establos oficiales, crianza y cuidado de los caballos.                              |
| Noveno  | Ishitsu-ryō (医疾令?)          | Relativo a la capacitación de doctores, normas sobre doctores y regulaciones en medicina.          |
| Noveno  | Kenyō-ryō (仮寧令?)            | Relativo a las vacaciones de los funcionarios gubernamentales.                                     |
| Noveno  | Sōsō-ryō (喪葬令?)             | Relativo a normas sobre fallecimientos y períodos de luto.                                         |
| Décimo  | Genshi-ryō (関市令?)           | Relativo a la población civil.                                                                     |
| Décimo  | Bumō-ryō (捕亡令?)             | Relativo a las fuerzas policiales.                                                                 |
| Décimo  | Goku-ryō (獄令?)               | Relativo a detenciones.                                                                            |
| Décimo  | Zō-ryō (雑令?)                 | Misceláneos.                                                                                       |